# Takāb Bandān
Takāb Bandān (persiska: Tak Āb, تکاب بندان) är en ort i Iran.   Den ligger i provinsen Khuzestan, i den centrala delen av landet, 500 km söder om huvudstaden Teheran. Takāb Bandān ligger 865 meter över havet och antalet invånare är 604.
Terrängen runt Takāb Bandān är varierad. Runt Takāb Bandān är det ganska tätbefolkat, med 56 invånare per kvadratkilometer. Närmaste större samhälle är Qal‘eh Tall, 18,8 km söder om Takāb Bandān. Omgivningarna runt Takāb Bandān är i huvudsak ett öppet busklandskap.